# 金森朱音
金森朱音（かなもり　あかね、1998年〈平成10年〉2月4日-）は日本の女優。東京都出身。2018年桐朋学園芸術短期大学演劇専攻ミュージカル科卒業。

## 出演
- 映画

2017.07.01 鳴く音な添へそ 主演

2019.04.04 腐葉之春(いさはのはる) 主演

2019.10.11 Swaying 主演

2019.12.01 狭霧の國　人形劇(声の出演・主演　多紀理役)　

2020.01.13 代弁屋 助演(英玲奈役)

2021.12.25 そしてまた宇宙船に乗る彼等は 主演

- TV

2020.11.13 木ドラ25「30歳まで童貞だと魔法使いになれるらしい」第6話

2022.12.14  全力坂　大蔵三丁目の坂

- MV

2019.12.16 別の人の彼女になったよ cover / そらる

2020.02.22 flora / tiny little charm

- 舞台

2020.01.15 12人の○○な女優たち 池田麗子役

2019.08.08 Signs!～微力だけど無力じゃない～ 辻本凛 役

2017.11.18 ミュージカル貴婦人の訪問 The Visit. マチルデ 役

2017.09.16 東京演劇大学連盟 舞台（即興劇）

- CM

2019.04.01 大成ヒューマンリソース　ブランデッドムービー  主演

- その他

2021.08.01 株式会社コシダカ カラオケまねきねこ「ONEREC」紹介動画 主演